# Річ Мур
Річ Мур (англ. Rich Moore; нар. 10 травня 1963) — американський режисер анімації, діловий партнер компанії «Rough Draft Studios», де він виступає у ролі віце-президента з креативних питань. Завдяки своїй роботі над «Сімпсонами», він став одним із художників, які в ранні 90-ті змінили вигляд анімаційних телепередач, що транслюються у прайм-тайм. Серед його режисерських робіт — «Сімпсони», «Футурама», «Критик», «Мультреаліті», «Шпигун проти шпигуна», «Бейбі блюз». Він також був режисером-супервайзером «Футурами» і «Критика», спостерігаючи за просуванням творчого процесу обох шоу. Найбільш ранніми його роботами були повнометражний анімаційний фільм «Сімпсони у кіно», де він виступив у ролі режисера, і «Футурама» на DVD, де він виступив у ролі анімаційного виконавчого продюсера.
Навчався анімації у Каліфорнійському інституті мистецтв. Річ отримав дві премії «Еммі», премію «Енні» і премію Рубена за режисуру.
Річ також виступав у ролі режисера-супервайзера мультсеріалу «Сідай, двійка!» для 20th Century Fox, що з'явився у 2009 році. Мур режисирував мультфільм «Ральф-руйнівник» для Walt Disney Animation Studios, реліз якого відбувся 2 листопада 2012.
Під час навчання в інституті Річ взяв участь в озвучці студентського фільму його друга Джима Рірдона «Принеси мені голову Чарлі Брауна».

## Режисура

### «Сімпсони»
- «The Telltale Head»
- «Homer's Night Out»
- «Simpson and Delilah»
- «Treehouse of Horror»
- «Dead Putting Society»
- «Homer vs. Lisa and the 8th Commandment»
- «Lisa's Substitute»
- «Stark Raving Dad»
- «Bart the Murderer»
- «Flaming Moe's»
- «Lisa the Greek»
- «Brother, Can You Spare Two Dimes?»
- «A Streetcar Named Marge»
- «Itchy & Scratchy: The Movie»
- «Marge vs. the Monorail»
- «The Front»
- «Cape Feare»

### «Футурама»
- «Space Pilot 3000»
- «Hell Is Other Robots»
- «A Clone of My Own»
- «Anthology of Interest I»
- «Roswell That Ends Well»

### «Мультреаліті»
- «Clum Babies»
- «Alzheimer's That Ends Well»

## Нагороди
- «Еммі»
  - 1991 — прайм-тайм премія «Еммі» за роботу «Homer vs. Lisa and the 8th Commandment»
  - 2002 — прайм-тайм премія «Еммі» за роботу «Roswell That Ends Well»

- «Енні»
  - 2002 — премія за режисуру «Roswell That Ends Well»

- Премія Рубена (англ. Reuben Award) за режисуру